# Tommy Nilsson
Erik Tommy Nilsson, född 11 mars 1960 i Solna, är en svensk artist, låtskrivare och skådespelare samt röstskådespelare. Han slog igenom som soloartist 1987 med "Allt som jag känner" och vann 1989 Melodifestivalen med "En dag". 1994 års "Öppna din dörr" blev Årets låt på Svensktoppen. Ett antal av Nilssons mest framgångsrika låtar är rock- eller popballader.

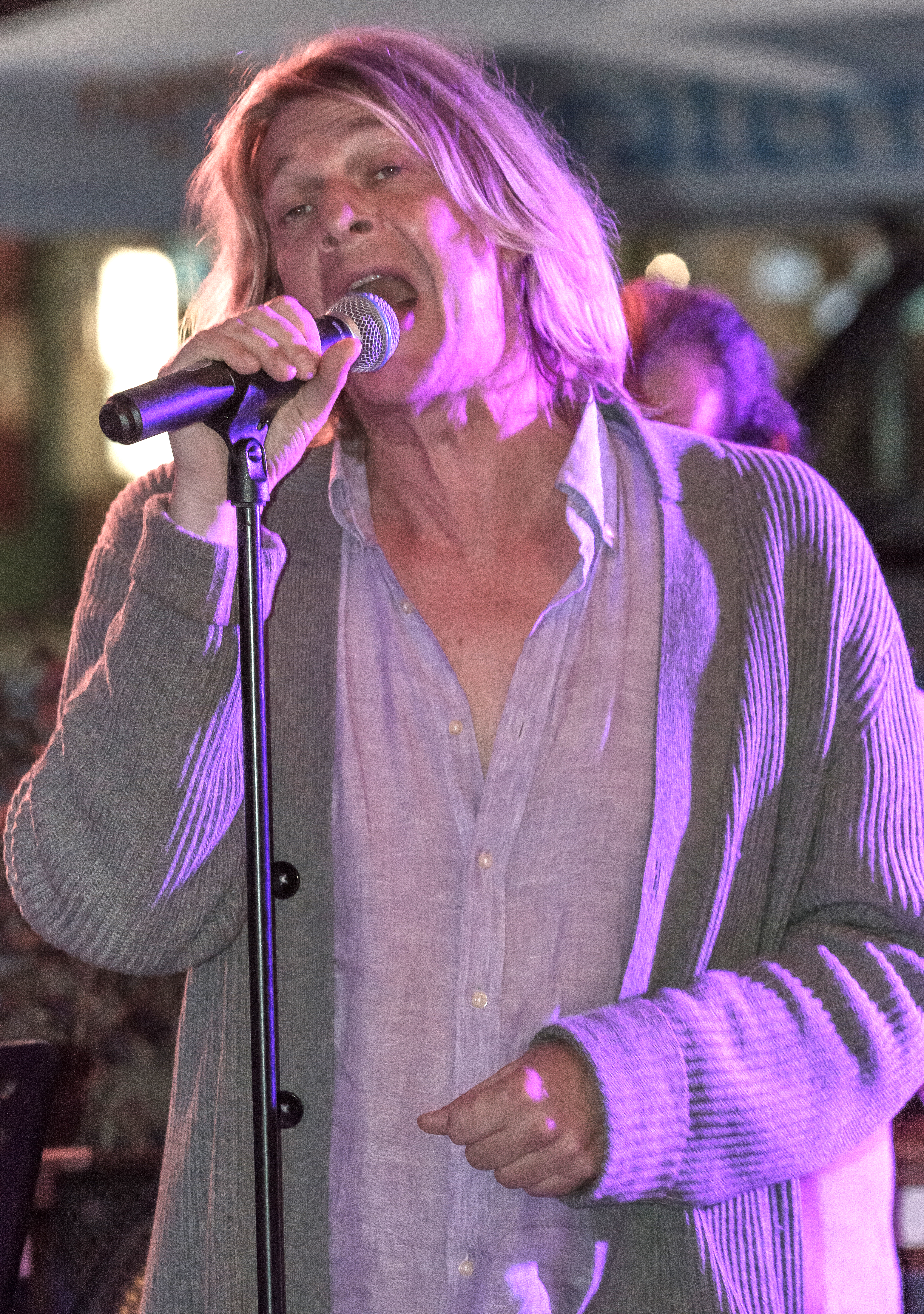
Tommy Nilsson i Vaxholm, september 2015.

## Biografi

### Horizont och andra band
Nilsson var sångare i rockbandet Horizont (vilka även spelade in en LP, där han sjunger) när han fick ett erbjudande om ett skivkontrakt i Frankrike. Den franske producenten Yves Accary var i Sverige för att träffa sin flickvän och fick kontakt med Nilsson. I Frankrike hade Nilsson stora framgångar med sitt debutalbum, en blandning av discorock och ballader. Efter ett par år av pendlande mellan Frankrike och New York återvände han till Sverige.
1985 gick Nilsson med i hårdrocksbandet Easy Action, där han ersatte Zinny Zan som bandets vokalist. Samma period ska han enligt Easy Actions gitarrist Kee Marcello även ha varit förstaval som förstesångare i Toto, men då de inte fick kontakt med honom så blev han aldrig deras sångare. Runt samma period deltog Nilsson också i det svenska projektet Swedish Metal Aid som en av många hårdrockssångare på låten "Give a Helpin' Hand", skriven av Joey Tempest (Europe). Easy Action släppte skivan That Makes One (1986) som i jämförelse med debutplattan var en mer AOR-orienterad skiva med Nilsson i centrum. Därefter upplöstes bandet då gitarristen Kee Marcello hoppade av för att ersätta John Norum i Europe. 

### Solokarriär och 1990-talet
Nilsson satsade då på en solokarriär och fick ett stort genombrott med låten "Allt som jag känner", en duett han sjöng med Tone Norum 1987. Året därpå fick han Rockbjörnen som bästa manliga artist. På det följde den svenska Melodifestivalen 1989, där han framförde det segrande bidraget "En dag" som slutade på fjärde plats i Eurovision Song Contest 1989.
Under 1990-talet hade han fortsatta framgångar, bland annat med "Dina färger var blå" som användes flitigt av Pripps i en reklamfilm. 1994 blev hans "Öppna din dörr" årets låt på Svensktoppen. 1997 hade han en krogshow på Hamburger Börs tillsammans med Mary Wilson.

### 2000-talets första decennium
År 2000 skrev han text och musik till Trollkarlen från Oz på Hälsinglands Träteater i Järvsö. I den svenska Melodifestivalen 2007 framförde han rockballaden "Jag tror på människan", som gick direkt till final i Globen men som där slutade på sista plats med noll poäng.
Nilsson har ofta medverkat i TV, gjort mindre turnéer, teater och dubbat tecknad film till svenska. Den 29 september 2007 hade Sound of Music premiär på Göta Lejon i Stockholm, där Nilsson spelade mot bland andra Pernilla Wahlgren.

### 2010-talet
Tommy Nilsson var 2011 huvudperson i ett avsnitt av Copycat Singers. År 2016 deltog han tillsammans med Patrik Isaksson och Uno Svenningsson i Melodifestivalens andra deltävling. År 2016 deltog han även i Så mycket bättre.
Han är återigen sångare i Easy Action sedan återföreningsgiget på Sweden Rock Festival 2019.

### Familj
Tommy Nilsson är ett skilsmässobarn från en familj där barnen delades upp mellan föräldrarna vid skilsmässan. Tommy växte upp med sin mor och en styvfar som han trodde var hans riktiga far. Sammanlagt har han sju hel- och halvsyskon. Han har en bror, Peter Brolin, som han inte visste fanns innan han fick ett brev från honom vid tio års ålder och en bortadopterad bror, Per, som han inte visste existerade innan han en dag dök upp oanmäld hemma hos Tommy. Sin biologiska far hade han ingen relation med då pappan begick självmord innan Tommy hunnit lära känna honom.
Nilsson har 6 barn med 4 kvinnor.
Han var tidigare gift med Malin Berghagen och har två barn tillsammans med henne. Paret var gifta mellan åren 1993 och 2007. Sedan 2008 är han sambo med musikalartisten Linda Olsson. De fick en son tillsammans 2011 och en dotter 2022. Nilsson har ytterligare två barn från tidigare relationer.

## Låtar på svenskaTracks-listan 1988-2002
| Låt                                   | Datum             | Högsta placering | Placeringar         |
| ------------------------------------- | ----------------- | ---------------- | ------------------- |
| "My Summer With You" (med Tone Norum) | 16 januari 1988   | 1                | 20-3-1-1-1-1-2-8-17 |
| "Maybe We're About To Fall In Love"   | 26 mars 1988      | 1                | 3-2-1-1-3-6-10-13   |
| "Miss My Love"                        | 17 september 1988 | 2                | 7-2-6-13-20         |
| "En dag"                              | 15 april 1989     | 2                | 5-2-2-5-6-10        |
| "Time" (m. Zemya Hamilton)            | 30 september 1989 | 4                | 5-4-8-16            |
| "Too Many Expectations"               | 17 februari 1990  | 17               | 17-17-20            |
| "Öppna din dörr"                      | 30 april 1994     | 11               | 15-16-17-14-11      |

## Soloalbum
- 1981 – Tommy Nilsson
- 1988 – It!
- 1990 – Follow the Road...
- 1994 – En kvinnas man
- 1996 – Så nära
- 1999 – Fri att vara här
- 2005 – Tiden före nu
- 2010 – I år är julen min
- 2013 – Stay Straight on the Current Road
- 2017 – Samma människa

## Samlingsalbum
- 2001 – En samling 1981–2001

## Med Easy Action
- 1986 – That Makes One

## Singlar
- 1981 – "In the Mean Meantimes" / "No Way No How"
- 1981 – "Radio Me"
- 1982 – "Dark Angel" / "Is This the Way"
- 1985 – "Give a Helpin' Hand" (med Swedish Metal Aid)
- 1987 – "Allt som jag känner" / "My Summer With You" (med Tone Norum)
- 1988 – "Maybe We're About To Fall In Love" / "Here I Go Again"
- 1988 - "Miss My Love" / "I Got You Now"
- 1989 – "En dag" / "Someday"
- 1989 – "Time" (m. Zemya Hamilton)
- 1990 – "Too Many Expectations" / "Don't Break It"
- 1990 – "Looking Through the Eyes of a Child" / "Waiting for the Big One"
- 1990 – "Don't Walk Away" / "I Wanna Be Your Rama-Lama-Ding-Dong"
- 1991 – "Long Lasting Love" / "Här är jag"
- 1994 – "Öppna din dörr" / "Nu ger jag mig av"
- 1994 – "En kvinnas man"
- 1994 – "Lämnar du mig" / "Marianne"
- 1994 – "Marianne" / "Cirklar"
- 1996 – "Dina färger var blå" / "Alla kommer hem"
- 1996 – "Om jag är den du vill ha" / "Johanna"
- 1996 – "Å så nära"
- 1996 – "Du är för mig" / "Bro av tro"
- 1999 – "Här är jag nu" / "Fri att vara här"
- 1999 – "Din skugga på mitt täcke" / "En man red över himmelen"
- 2001 – "När du är här" / "Mitt hus"
- 2002 – "Nu är tid att leva" (med Åsa Jinder)
- 2005 – "Amelia" / "A Whiter Shade of Pale" (Live)
- 2005 – "Allt ditt hjärta är" / "Lämnar du mig" (Live)
- 2006 – "Vi brann"
- 2007 – "Jag tror på människan"

## Dubbning
- 1985 – Thundercats (svensk röst till Panthro och Monkian)
- 1987 – Black Beauty (svensk röst till Black Beauty och godsägare Gordon)
- 1988 – Oliver och gänget (svensk röst till Dodger i originaldubben)
- 1992 – Batman (svensk röst till olika figurer)
- 1992 – Fern Gully - Den sista regnskogen (svensk röst till Zak Young)
- 1993 – Bonkers (svensk röst till Kanifky)
- 1993 – Mästerdetektiven Droopy (svensk röst till McVarg)
- 1994 – Aladdin (svensk röst till Fazal)
- 1994 – Spindelmannen (svensk röst till olika figurer)
- 1995 – Pingvinen och lyckostenen (svensk röst till Rocko)
- 1995 – Pocahontas (svensk röst till John Smith)
- 1995 – Balto (svensk röst till Balto)
- 1995 – Richard Scarrys äventyrsvärld (svensk röst till Bananas Gorilla)
- 1996 – Änglahund 2 (svensk röst till Charlie)
- 1998 – Det magiska svärdet – Kampen om Camelot (svensk röst till Ruber)
- 1998 – Prinsen av Egypten (svensk röst till Jetro)
- 1998 – Pocahontas 2: Resan till en annan värld (svensk röst till John Smith)
- 2000 – Kejsarens nya stil (framför "Kuzcos sång" på svenska)
- 2000 – Clifford, den stora röda hunden (svensk röst till Clifford)
- 2001 – Lady och Lufsen II: Ludde på äventyr (svensk röst till Buster)
- 2004 – SvampBob Fyrkant (svensk röst till Patrik)
- 2007 – Rorri racerbil (svensk röst till Store Chris, samt vinjettsång)
- 2008 – Disco-Daggarna (svensk röst till Tony Dennis)
- 2013 – Croodarna (svensk röst till Grug)
- 2015 – Svampbob Fyrkant: Äventyr på torra land (svensk röst till Patrik)
- 2021 – Croodarna 2: En ny tid (svensk röst till Grug)

## Teater

### Roller (ej komplett)
| År   | Roll             | Produktion                                                                                | Regi             | Teater            |
| ---- | ---------------- | ----------------------------------------------------------------------------------------- | ---------------- | ----------------- |
| 2001 |                  | Kaspar Hauser Johnny Dennis, Martin Gjerstad, Tore Johansson, Ulf Turesson och Jonas Jarl | Johanna Garpe    | Malmö musikteater |
| 2007 | Kapten von Trapp | Sound of Music Richard Rodgers och Oscar Hammerstein II                                   | Staffan Götestam | Göta Lejon        |